# Tip y Coll
Tip y Coll fue un dúo humorístico español formado desde 1967 a 1992 por Luis Sánchez Polack, Tip (1926-1999) y José Luis Coll (1931-2007).

## Orígenes
Tip y Top formaron anteriormente una pareja humorística, de gran éxito en la España de los años 50, compuesta por Luis Sánchez Polack y Joaquín Portillo. En 1961 Portillo se retiró para dedicarse a cuidar a su esposa enferma.
Luis Sánchez Polack y José Luis Coll se conocieron a mediados de los años 60 en los platós de Televisión española, cuando deciden formar el dúo humorístico Tip y Coll, que en idea original de Luis debió haberse llamado Tipicol Spain. Debutaron ante el público en 1967, en el Hotel Aránzazu de Bilbao, y a partir de ese momento inician una serie de giras y galas que les llevan a recorrer diferentes puntos de la geografía española con su espectáculo y un enorme respaldo del público.

## Años 60
Actuaron en la película española de humor Las Ibéricas F.C., que trataba sobre un equipo de fútbol femenino.

## Años 70
En 1969 comenzaron sus apariciones en televisión, concretamente en el programa Galas del sábado, presentado por Laura Valenzuela y Joaquín Prat. A lo largo de los siguientes años, y especialmente durante la década de los setenta, su actividad en TV es frenética, y están presentes con su particular sentido del humor en casi todos los programas de espectáculos y entretenimiento de la época: El último café (1970-1971), Pura coincidencia (1973), Todo es posible en domingo (1974), Lo de Tip y Coll (1974), La Hora de... (1975-1976) o 625 líneas (1976-1979).
Es en ese momento, en la década de los setenta cuando se convierten en un auténtico fenómeno social y sus tics y frases hechas son adoptados por el público en general como forma habitual de lenguaje. Sus coletillas fueron desde el "Dame la manita Pepe Luí", pasando por "¡Hija de mis entrenaldas!" hasta el "¿Para qué?...Paraguayo". Especialmente popular fue la frase "La próxima semana...hablaremos del Gobierno", con la que pretendían burlarse de los últimos coletazos de censura pública que aún quedaban en los años de la Transición española.  Otra frase familiar también era "Pido la palabra" donde los dos actuaban como senadores hablando desde el podo del Congreso de los Diputados en las Cortes Generales.
De hecho, en febrero de 1979, uno de sus sketchs no fue emitido en 625 líneas, bajo la excusa, según alegó su director José Antonio Plaza, de la mediocridad de los guiones, lo que provocó su salida precipitada del espacio.

## Años 80 y 90
En los siguientes años, continuaron actuando en salas de fiesta, como Cleofás, e hicieron apariciones esporádicas en programas de televisión, como los especiales de Nochevieja. Tip y Coll llegaron a actuar en los de 1969, 1970, 1971, 1975, 1976, 1981, 1982 y 1986. 
En estos últimos años fue precisamente cuando presentaron uno de sus sketches más conocidos: Cómo llenar un vaso de agua mediante una jarra, en el que con un humor surrealista, José Luis Coll mostraba pormenorizadamente a la audiencia la forma correcta de realizar tal operación, con "traducción" simultánea de Tip a un supuesto francés.
Tras esa etapa ambos actores se fueron distanciando profesionalmente, aunque coincidirían en algún programa, si bien no como pareja humorística: El Estado de la Nación en el programa radiofónico Protagonistas de Luis del Olmo, o su versión televisiva Este país necesita un repaso (1993) en Telecinco.
Fue en esta cadena donde aparecieron por última vez bajo el nombre de Tip y Coll en el programa especial de la Nochevieja de 1995, llamado Vamos a por uvas.

## Estilo
Su humor era en buena parte deudor de la imagen que se cultivaron: sendos trajes de enterrador decimonónico con sus respectivas levitas y la chistera de Tip frente al bombín de Coll.
Los chistes de Tip y Coll rozaban el humor del absurdo, un tono cercano al surrealismo del que tomaron seguramente referencia de los hermanos Marx, en el que se ha querido encontrar la continuidad a Miguel Mihura, y que caló entre los espectadores españoles, que los convirtieron en unos personajes muy queridos y respetados.
El día que Tip murió, un periodista preguntó a Coll qué frase le dedicaría, a lo que respondió: «Luis, esta broma no te la perdono».

## Premios
| Premio              | Categoría                      | Año  |
| ------------------- | ------------------------------ | ---- |
| Antena de Oro       | Televisión                     | 1969 |
| Premio Ondas        | Nacionales de Televisión       | 1974 |
| Fotogramas de Plata | Mejor Intérprete de televisión | 1974 |
| TP de Oro           | Personaje más popular          | 1977 |
| TP de Oro           | Personaje más popular          | 1978 |